# Kambarka
Kambarka (in russo Камбарка?) è una città della Russia dell'Udmurtia, capoluogo del Kambarskij rajon.